# 波尔·彼得森 (足球运动员)
波尔·彼得森（丹麥語：Poul Petersen，1921年4月11日—1997年5月31日），丹麦男子足球运动员，场上位置是后卫。他曾代表丹麦国奥队参加1948年和1952年夏季奥林匹克运动会足球比赛，获得一枚铜牌。